# Kossa Dwuch Pilotow
Die Kossa Dwuch Pilotow (russisch Коса Двух Пилотов, „Nehrung der beiden Piloten“) ist eine arktische Insel nördlich vor der Tschuktschen-Halbinsel im Fernen Osten Russlands.
Bei der langgezogenen schmalen Insel mündet der Fluss Amguema in die Tschuktschensee.
Die Insel ist nach dem amerikanischen Piloten Carl Ben Eielson und seinem Mechaniker Earl Borland benannt, die hier 1929 tödlich verunglückten.